# Essel
Essel é um município da Alemanha localizado no distrito de Heidekreis, estado da Baixa Saxônia.
Pertence ao Samtgemeinde de Schwarmstedt.